# Heleosaurus
Heleosaurus is een geslacht van uitgestorven basale synapsiden, ook wel bekend als "pelycosauriërs", in de familie van de Varanopidae, levend tijdens het Midden-Perm. In eerste instantie werd Heleosaurus scholtzi ten onrechte geclassificeerd als een diapside. Leden van de Varanopidae waren carnivoor en hadden huidpantsers en leken enigszins op varanen. Deze familie was de meest geologisch langlevende, wijdverbreide en diverse groep vroege amnioten. Tot op heden zijn er echter slechts twee fossielen van Heleosaurus gevonden in de rotsen van Zuid-Afrika. Een van deze fossielen is een verzameling van vijf individuen die achteraf van een ander taxon bleek te zijn.

## Naamgeving
De typesoort Heleosaurus scholtzi werd in 1907 benoemd door Robert Broom. De geslachtsnaam wordt meestal vertaald als 'moerasreptiel'. De soortaanduiding eert zijn leerling Tielman Johannes Roos Scholtz die het fossiel gevonden had.

### Bekende fossiele exemplaren
Het holotype SAM-PK-1070 is in negatief reliëf bewaard gebleven en omvat een gedeeltelijke schedel, kaken, wervelkolom, schouder- en bekkengordels, osteodermen en dijbeenelementen: een volledige linker- en gedeeltelijke rechterdijbeen. De schedelelementen omvatten de maxilla, quadratum, parabasisphenoïde, jukbeen, quadratojugale, onderkaak en het verhemelte. Er is weinig van het schedeldak bewaard bij dit exemplaar. In de tandkassen van de onderkaak zijn vijf tanden bewaard gebleven.
Het geaggregeerde fossiel bestaande uit vijf individuen is beter bewaard gebleven en vertoonde verschillende nieuwe kenmerken die niet aanwezig zijn in het holotype. Deze omvatten een contact tussen de bovenkaak en zowel de prefrontale als de quadratojugalen. Een helling naar voren van het achterhoofd en de uitsluiting van de quadratojugale van de onderste slaapvensters zijn ook duidelijk in dit exemplaar. Spindler et alii hebben in 2018 collectie echter geplaatst in een afzonderlijk geslacht en soort Microvaranops parentis. De gegevens die deze fossielen verschaffen, hebben dus geen betrekking op Heleosaurus.

## Beschrijving en paleobiologie

### Algemene bouw en onderscheidende kenmerken
Basale varanopiden zijn kleine, slanke dieren die gespecialiseerd zijn in een specifieke voedingsniche. Heleosaurus scholtzi heeft zes hoofdkenmerken die varanopide synapomorfieën zijn, waardoor hij eenduidig in deze groep kan worden geplaatst. Dit zijn de slanke, langwerpige quadratojugalen; schuine helling naar voren en boven van het quadratum; tanden op het parasphenoïde; langwerpige tongbeenderen; plaatachtige interclavicula-koppen en de teruggebogen en gekartelde tanden met afplatting overdwars. Hij bezit ook drie belangrijke autapomorfieën die uniek zijn voor de soort; dit zijn de osteodermen van de romp, ornamentering op het surangulare en angulare en een middelste lengtegroeve op de onderzijde van de ruggenwervels.

### Schedelmorfologie
Veel aspecten van de schedelstructuur zijn zichtbaar. De algemene vorm is driehoekig en smal, typisch voor varanopiden. De snuit van Heleosaurus scholtzi bestaat uit de premaxillae. Een lang smal rechthoekig uitsteeksel van het neusbeen langs de snuit vormt een rechte bovengrens met de externe neusopening. Waar de premaxilla het neusbeen ontmoet, is er een rechte beennaad in plaats van de typische V-vormige van de varanopiden. Het jukbeen en het quadratojugale hebben aan de zijkanten benige tuberculaire, bultige, versieringen. Het quadratojugale heeft de langwerpige en slanke vorm die de varanopiden kenmerkt, evenals een slanke groef aan de bovenrand. Dit dient als een bevestiging voor het squamosum, dat zich naar voren uitstrekt onder de laterale onderste slaapvensters. Het rechterjukbeen is bijna volledig bewaard gebleven met duidelijke postorbitale en subtemporale takken, dus achter de oogkas en het onderste slaapvenster, en een grote knobbel nabij de onderrand. De ploegschaarbeenderen zijn lang en slank waarbij marginale tanden op de binnenrand van het rechterploegschaarbeen zichtbaar zijn. Heleosaurus scholtzi heeft aan hun onderzijde bewaard gebleven verhemeltebeenderen die zich diagonaal uitstrekken. In de buurt van de achterste rand van het interne neusgat, de choana, splitsen ze zich. Fenestrae subtemporales kunnen niet aanwezig zijn geweest gezien de breedte van de verhemeltebeenderen. Dit soort openingen is typisch voor diapsiden maar ze ontbreken bij basale synapsiden. Het parabasisphenoïde heeft vooraan een dolkvormig uitsteeksel, een lange punt aan het voorste uiteinde van de hersenpan, dat overdwars breed is met een diepe parabolische groef tussen de cristae ventrolaterales. Dit zijn richels gevormd door de zijranden van de botten. Achterste gepaarde verlagingen van de parabasisphenoïde dienden waarschijnlijk voor de aanhechting van nekspieren. Kleine tandkassen voor tanden zijn ook aanwezig op een continue onderplaat van het dolkvormig uitsteeksel. De wandbeenderen van Heleosaurus scholtzi zijn breed, driehoekig en nemen het grootste deel van het postorbitale gebied in beslag. De hoeken ervan vormen postlateraal een vleugelachtig hol uitsteeksel. Het centrale foramen pineale is groot, ovaal van vorm en enigszins verzonken in de wandbeenderen. 
Reisz (2007) meldt een achterste coronoïde van de onderkaak, dat oorspronkelijk werd beschreven als de prearticulare door Carroll (1976). Een voorwaarts gelegen coronoïde wordt ook beschreven door Reisz dat oorspronkelijk werd geïnterpreteerd als de spleniale door Broom (1907). De ornamentering van articulare en surangulare bestaat uit langwerpige of bultige knobbeltjes. Typisch voor varanopiden is dat in het tongbeen de ceratohyale langwerpig en slank is en fungeert als een steun die zich voorbij het achterste uiteinde van de schedel uitstrekt. Tanden van Heleosaurus scholtzi zijn typisch voor varanopiden met een teruggebogen vorm, en soms gekarteld aan voorrand en achterrand. Een iets grotere caniniforme slagtand is aanwezig op een derde van het voorste uiteinde van de bovenkaak. Deze tanden lijken erg op die van Mycterosaurus, maar zijn iets robuuster.

### Postcraniale morfologie

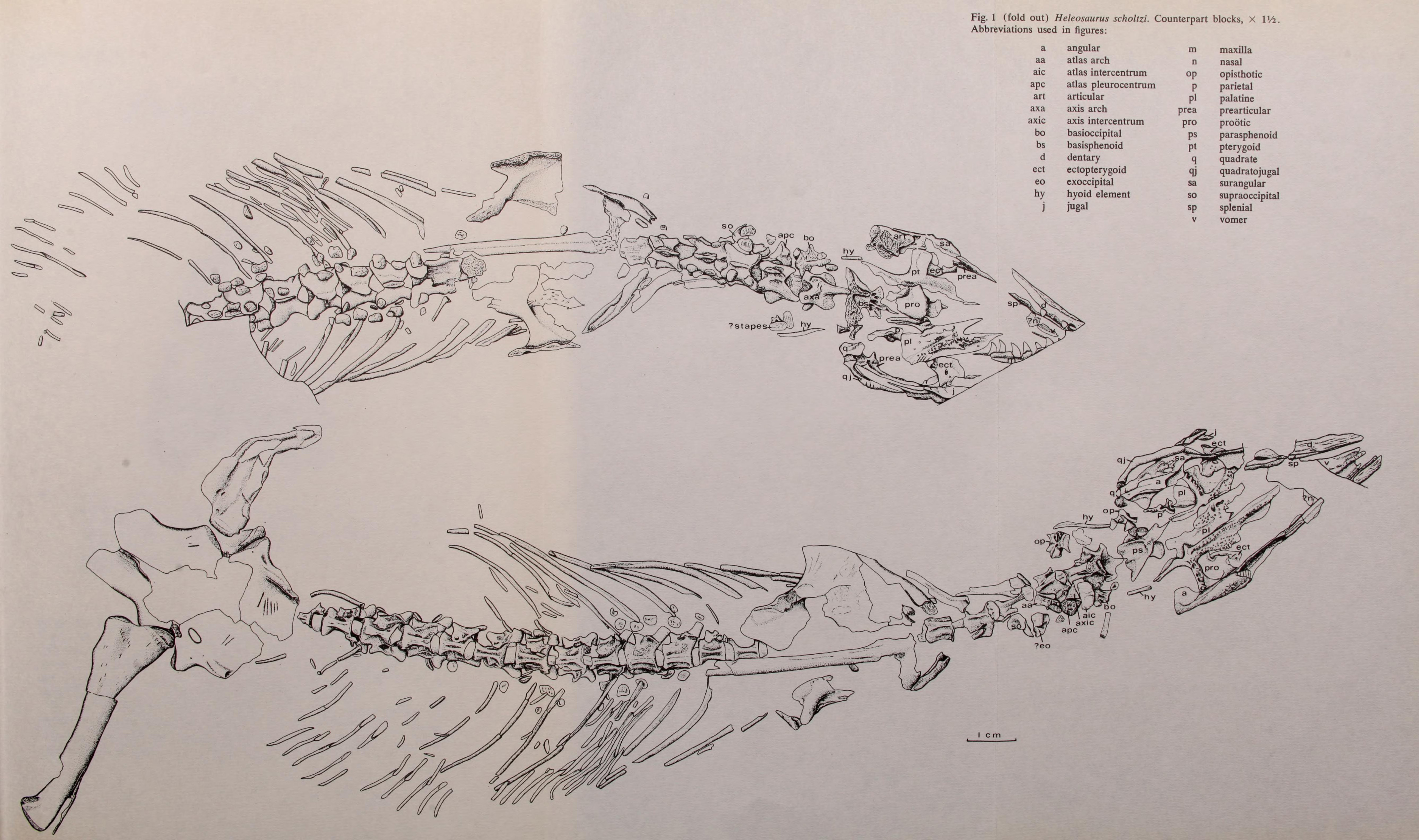
Een tekening door Robert L. Carroll die toen nog dacht dat het om een diapside ging

Wervels van Heleosaurus scholtzi hebben wervelbogen die iets langer dan breed zijn, een kenmerk dat ook wordt gezien bij Mycterosaurus. Doornuitsteeksels hebben een bladachtige structuur die bovenaan relatief smal is. De meeste varanopiden hebben ondiepe groeven op de zijvlakken van hun wervels, maar dit wordt alleen gezien in de nek van Heleosaurus scholtzi. Deze toestand wordt ook gezien bij Mesenosaurus. De halswervels hebben een middelste kiel op de onderzijde die goed ontwikkeld is. Ruggenwervels hebben een brede rand langs de middenlijn van het centrum, onderverdeeld door een ondiepe groef. Deze toestand is uniek en zeer ongebruikelijk bij basale amnioten. Articulatie van de wervels is te zien bij sommige individuen in het totale fossiel SAM-PK-K8305. Dit omvat het caudale gebied, de staart, van de wervelkolom. Slanke ribben zijn bevestigd door holocephaleuze koppen, uit een stuk, verbonden door een web van botten. De proximale uiteinden zijn slank, terwijl de koppen driehoekig van vorm zijn. Zeer slanke buikribben zijn aanwezig in het volledige fossiel.
Rondom de buik bevindt zich een reeks osteodermen, in de vorm van kleine ronde ossicula, beenplaatjes. Dit is een belangrijke autapomorfie van Heleosaurus scholtzi. In het volledige fossiel liggen de osteodermen nog in positie. Ze vormen dwarsrijen van maximaal vijf osteodermen, met twee tot drie rijen per wervel. Dit kenmerk wordt gedeeld door Elliotsmithia, een andere synapside uit het Perm.
De conservering van de scapulacoracoïden, de schoudergordel, is goed en vertoont een synapomorfie van de varanopiden, het ontbreken van een supraglenoïde, een richel boven het schoudergewricht. Het scapulierblad of schouderblad van Heleosaurus scholtzi is laag en breed. Sleutelbeenderen zijn bewaard en in de vorm van lange slanke staven met smalle koppen. Deze zijn posterodorsaal gepositioneerd met de achterste randen taps toelopend om te verbinden met de scapulacoracoïden. De kop van de interclavicula heeft een plaatachtige vorm met een lange schacht, geschat door Reisz op ongeveer dezelfde lengte als zes centra van de rug.
De bekkengordel toont een van voor naar achter langwerpig zitbeen dat typisch is voor synapsiden, evenals een bladachtige distale vorm en een goed ontwikkeld schaambeen. Het darmbeen is ook langwerpig en stijgt naar voren boven het heupgewricht. Aan de voorste bovenkant van het heupgewricht verbindt het schaambeen zich naar achteren met het darmbeen om de rand te vormen. Het schaambeen versmelt niet met het darmbeen, maar draait in plaats daarvan haaks ten opzichte van het bekkenblad.
De dijbeenderen zijn slanke, langwerpige botten met een sigmoïdale, golvende, curve. Het proximale uiteinde bovenaan staat schuin omhoog terwijl het distale uiteinde naar beneden buigt en de gebogen vorm vormt. De schachtdiameter van het dijbeen is tien procent van de totale lengte en de schacht heeft een trochanter die ver van de kop is verwijderd. Over het algemeen is het dijbeen bijna identiek aan dat van Mycterosaurus.

## Fylogenie
Broom plaatste Heleosaurus oorspronkelijk als een vroege diapside. Later onderzoek plaatste hem als een lid van de Eosuchia in de familie Younginidae. Hij werd zelfs geopperd als een voorouder voor Archosauria. Meer recent werk heeft het geplaatst binnen de Mycterosaurinae in de Varanopidae, dus in een geheel andere evolutionaire positie: in de Synapsida. Elliotsmithia longiceps is gevonden als een zustertaxon van Heleosaurus scholtzi.

## Geologie
De exacte locatie van het holotype is onzeker vanwege de onnauwkeurige beschrijving van Broom, maar werk van Reisz en Modesto (2007) plaatst het in de afzettingen aan de Tapinocephalus Assemblage Zone in Victoria West. Dit maakt de horizon de Abrahamskraal-formatie, Beaufortgroep, in het Karoo-bekken. De ontdekking van het tweede fossiel in die plaats bevestigde dit als de horizon.